# Кочкуркина, Светлана Ивановна
Светла́на Ива́новна Кочку́ркина (род. 16 апреля 1940, Денау, Сурхандарьинская область, Узбекская ССР) — советский и российский историк, археолог, доктор исторических наук, заслуженный деятель науки Российской Федерации (2001), заслуженный деятель науки Карельской АССР.

## Биография
В 1962 году с отличием окончила Петрозаводский государственный университет по специальности история и была направлена на работу в сектор истории Института языка, литературы и истории Карельского научного центра АН СССР (ИЯЛИ КарНЦ АН СССР).
После окончания целевой аспирантуры при Институте археологии АН СССР защитила в 1969 году кандидатскую диссертацию «Исследование курганов Приладожья». В 1985 году защитила докторскую диссертацию «История карельского народа».
Центральное место в научных исследованиях С. И. Кочкуркиной занимают проблемы этнической истории Карелии, социально-экономического и культурного развития древних народов Карелии — карелов, вепсов и русских. Археологические экспедиции под её руководством исследовали многие историко—культурные памятники Северо—Запада России: Олонецкую крепость, Клименецкий Свято-Троицкий монастырь, Машезерский и Брусненский монастыри, курганы и городища в Карелии, Ленинградской и Вологодской областях, на территории национальных парков — «Калевальский», «Лапукка», «Койтаёки».
С 1984 года С. И. Кочкуркина заведует сектором археологии Института языка, литературы и истории КарНЦ РАН и Археологическим музеем КарНЦ РАН. Материалы музея экспонировались в Национальном музее Карелии, Государственном Эрмитаже, в музеях городов Куопио (Финляндия), Олонца и Сортавалы.
В 1990 году присвоено звание Заслуженный деятель науки Карельской АССР.
В 2001 году присвоено звание Заслуженный деятель науки Российской Федерации.
В 2011 году награждена медалью ордена «За заслуги перед Отечеством» II степени.
Является членом учёного совета ИЯЛИ КарНЦ РАН, членом совета по защите диссертаций Петрозаводского госуниверситета.
Лауреат премии «Сампо» (2015).
Проживает в Петрозаводске.